# Hans-Jörg Unterrainer
Hans-Jörg Unterrainer (* 15. April 1980 in Salzburg) ist ein ehemaliger österreichischer Snowboarder. Er startete im Snowboardcross.

## Werdegang
Unterrainer, der für den SC Leogang startete, fuhr im September 2002 in Valle Nevado erstmals im Snowboard-Weltcup und belegte dabei den 18. Platz. Bei der folgenden Weltcupteilnahme in Berchtesgaden erreichte er mit Platz vier seine beste Einzelplatzierung im Weltcup. In der Saison 2004/05 gewann er mit je einen zweiten und dritten Platz die Snowboardcrosswertung des Europacups und holte bei der Winter-Universiade 2005 in Seefeld in Tirol die Goldmedaille. Im folgenden Jahr errang er bei den Olympischen Winterspielen in Turin den 15. Platz. In der Saison 2008/09 erreichte er mit Platz 23 im Snowboardcrosswertung seine beste Gesamtplatzierung. Beim Saisonhöhepunkt, den Snowboard-Weltmeisterschaften 2009 in Gangwon, wurde er Siebter. Seinen letzten Weltcup absolvierte er im Dezember 2009 in Telluride, welchen er auf dem 50. Platz beendete.

## Teilnahmen an Weltmeisterschaften und Olympischen Winterspielen

### Olympische Winterspiele
- 2006 Turin: 15. Platz Snowboardcross

### Snowboard-Weltmeisterschaften
- 2009 Gangwon: 7. Platz Snowboardcross

## Weltcup-Gesamtplatzierungen
| Saison  | Gesamt | Gesamt | Snowboardcross | Snowboardcross |
| Saison  | Punkte | Platz  | Punkte         | Platz          |
| ------- | ------ | ------ | -------------- | -------------- |
| 2002/03 | -      | -      | 681            | 26.            |
| 2003/04 | -      | -      | 734            | 32.            |
| 2004/05 | -      | -      | 428            | 39.            |
| 2005/06 | 970    | 101.   | 970            | 31.            |
| 2006/07 | -      | -      | -              | -              |
| 2007/08 | 636    | 128.   | 636            | 34.            |
| 2008/09 | 962    | 84.    | 962            | 23.            |
| 2009/10 | 48     | 279.   | 48             | 66.            |